# Teoretická novinka
Teoretická novinka je označení, které se používá v šachu pro nový, dosud nevyzkoušený (respektive nezaznamenaný) tah v zahájení. V rozšířené notaci se často značí velkým N nebo TN za tahem (někdy ještě v kulatých závorkách).

## Výhoda teoretické novinky
Dobře připravená a promyšlená teoretická novinka znamená pro hráče, který ji použil, enormní výhodu, neboť na rozdíl od soupeře si ji měl možnost podrobně nastudovat a zanalyzovat již před partií. Tato výhoda (přímo úměrná složitosti situace na šachovnici) je samozřejmě modifikována kvalitou použitého tahu, který může geniálně vyvracet dosud používanou variantu zahájení (takže soupeř je nejen v nevýhodě přípravy, ale navíc stojí totálně na prohru), může pouze přinášet „nové problémy“, nebo naopak může být vyloženě špatný (což ale v nepřehledné pozici nemusí znamenat zas až tak mnoho). Ve vrcholném šachu si mnozí velmistři podobné novinky pečlivě připravují a hýčkají a často několik let skrývají pro vhodného protivníka a vhodný čas.

## Použití

### Úspěšné
Příkladem úspěšně použité teoretické novinky je první použití Traxlerova protiútoku. Vzhledem k tomu, že je tato varianta hry dvou jezdců v obraně dodnes považována za jedno z nejostřejších a nejsložitějších zahájení a dodnes též není jasné, zda vůbec je, či není „korektní“, byl problém, který český kněz Karel Traxler postavil před mistra Reinische, opravdu kolosální. Není pak příliš překvapující, že jej nedokázal vyřešit. A jelikož zvolil naprosto špatné řešení, byl jeho konec extrémně rychlý. Tato partie patří k nejkratším, jaké kdy mezi sebou čeští šachoví mistři vážně sehráli.
Reinisch – Traxler, Praha 1890
Traxlerův protiútok (premiéra)
1. e4 e5 2. Jf3 Jc6 3. Sc4 Jf6 4.Jg5 Sc5!? N 5.Jxf7 Sxf2+ 6.Ke2? (správné bylo 6.Kxf2 či Kf1) 6…Jd4+ 7.Kd3? b5!! 8.Sb3 Jxe4!! 9.Jxd8 Jc5+ 10.Kc3 Je2+! Bílý se vzdal

### Neúspěšné
Na druhé straně jen máloco může podlomit sebevědomí novátorského šachisty více, než selhání v případě, jako byl ten předchozí (a pochopitelně posílit úspěšného postiženého). Jedním z nejslavnějších případů takovéto situace je první použití Marshallova útoku. Americký velmistr Frank Marshall (známý jako brilantní útočník) si tuto variantu, v níž černý obětuje pěšce za prudký útok, připravil jako pomstu na Capablancu, s nímž měl vždy velmi nelichotivé skóre (zastavilo se nakonec na ukazateli +2–20=28 z pohledu Marshalla). Těžko říci, zda počítal s odmítnutím oběti a neproblematickou remízou (což by navíc mohl interpretovat jako Capablancovu zbabělost a své morální vítězství), nebo s přijetím oběti a vítězstvím. Dočkal se však toho nejhoršího a nejneočekávanějšího vyústění. Fenomenální Kubánec v jedné ze svých nejslavnějších a nejpřehrávanějších partií oběť po krátkém přemýšlení přijal a následně bezchybnou hrou bez jakýchkoliv potíží odrazil útok, který si Marshall doma piloval celé měsíce. Capablanca si tohoto vítězství také vysoce cenil a často tuto partii jmenoval, byl-li tázán na svůj životní výkon či nejlepší partii. Na závěr nutno podotknout, že ani Marshallův útok není dosud jasně a definitivně teoreticky rozřešen, ovšem Marshall zvolil objektivně špatné a nesprávné pokračování již na samém začátku své novátorské myšlenky.
Capablanca – Marshall, New York 1918
Marshallův útok (premiéra)
1. e4 e5 2. Jf3 Jc6 3. Sb5 a6 4. Sa4 Jf6 5. 0–0 Se7 6. Ve1 b5 7. Sb3 0–0 8. c3 d5!? N 9. exd5 Jxd5 10. Jxe5 Jxe5 11. Vxe5 Jf6? (Marshall svou předem připravenou variantu začíná rozhodující chybou. I při správné hře bílého je použitelná varianta 11. … c6. Nyní už musí černý doufat, že bílý udělá chybu. Čekat to u Capablancy, který byl pro svou bezchybnou hru nazýván šachový automat, je ovšem značně nepraktické. Jeho následná obrana je naprosto dokonalá.) 12. Ve1 Sd6 13. h3 Jg4 14. Df3! Dh4 15. d4! Jxf2 16. Ve2! (Bílý systematicky ignoruje různé taktické léčky a hrozby černého a buduje obranu a základ pro protiútok. Černý se postupem času musí vzdávat dalšího materiálu, aby udržel svůj útok v běhu, figur má ovšem jen omezené množství.) Sg4 17. hxg4 Sh2+ 18. Kf1 Sg3 19. Vxf2 Dh1+ 20. Ke2 Sxf2 21. Sd2 Sh4 22. Dh3 Vae8+ 23. Kd3 Df1+ 24. Kc2 Sf2 25. Df3 Dg1 26. Sd5 c5 27. dxc5 Sxc5 28. b4 Sd6 29. a4 a5 (Tohle už je zoufalství. Marshall se již mohl klidně vzdát.) 30. axb5 axb5 31. Va6 bxc3 32. Jxc3 Sb4 33. b6 Sxc3 34. Sxc3 h6 35. b7 Ve3 36. Sxf7+. Černý se vzdal.